# Anne Cathrine Christiansdatter (1618-1633)
Anne (også Anna) Cathrine Christiansdatter  (10. august 1618 på Frederiksborg Slot – 20. august 1633) var datter af Christian 4. og hans hustru til venstre hånd Kirsten Munk. Anne Cathrine delte navn med sin fars første hustru. 

## Opvækst
Anne Cathrine blev, sammen med sine søskende, opdraget på Dalum kloster hos deres mormor Ellen Marsvin, indtil 1627 hvor familien flyttede til København. I forbindelse med hendes forældres brud beskylde Christian 4. Kirsten Munk for omsorgssvigt overfor børnene, herunder at hun havde kaldt børnene for "unger, tæver og horeunger", at Anne Cathrine havde været forment adgang til Munks kammer og at hun havde måtte opholde sig og spise med tjenestefolkene, i strid med kongens befaling.
Anne Cathrine havde et godt forhold til sin sin far, på trods af forældrenes uenigheder, idet kongen mente at Anne Cathrine mindede meget om ham selv.

## Forlovelse
Anne Cathrine blev i 1627 forlovet med den 23-årige lensmand Frants Rantzau (1604 - 5. november 1632), men han døde i en drukneulykke på Rosenborg inden ægteskabet kunne finde sted.

## Død
Anne Cathrine døde af ukendte årsager d. 20. august 1633. Hun er begravet i Sankt Birgittas Kapel i Roskilde domkirke.
.